# Ordinea de succesiune la tronul României
În prezent există două succesiuni la tronul României: cea după principiul primogeniturii cognatice cu preferință masculină (cerută de Regele Mihai I) și cea după legea salică (o lege a francilor din secolul al VI-lea, ale cărei principii au fost introduse în constituțiile României de dinainte de 1952, principii respectate în general în estul creștin-ortodox ).

Stema Casei Regale a României.

## Succesiunea după principiul primogeniturii cognatice cu preferință masculină (cerută deRegele Mihai I)
La data de 10 iunie 1948, la scurtă vreme după abdicarea la care a fost silit de guvernul instaurat de sovietici, Regele Mihai se căsătorea la Atena  cu Principesa Ana de Bourbon-Parma. Ei au avut cinci fete, care nu au dreptul de succesiune la tronul României, potrivit Constituției de la 29 martie 1923.
Luând în considerare acest aspect, precum și aparenta lipsă de interes față de succesiunea la tronul României manifestată de restul familiei de Hohenzollern-Sigmaringen , la data de 30 decembrie 2007, într-o ceremonie privată, Regele Mihai a promulgat „Normele Fundamentale ale Familiei Regale a României”, noul Statut al Casei Regale, în care se arată: „Coroana României va trece de la Șeful Casei Regale la primul născut bărbat, și, în lipsa unui bărbat, la prima născută femeie.“ (Anexa I.C). Normele Fundamentale consfințesc astfel ordinea de succesiune cunoscută în dreptul constituțional monarhic drept primogenitura cognatică cu preferință masculină. Potrivit acestui sistem, femeile pot moșteni Tronul atunci când nu au niciun frate în viață și când frații morți nu au niciun moștenitor legitim. Acest sistem este în vigoare în Spania, Monaco și Tailanda, și a fost în vigoare în Portugalia și în Regatul Unit. Formularea din Constituția spaniolă  în vigoare este următoarea:
Coroana Spaniei va fi moștenită de urmașii lui Juan Carlos de Bourbon, moștenitorul legitim al dinastiei istorice. Ordinea de succesiune la tron va fi cea obișnuită: cei mai apropiați vor avea prioritate față de cei mai îndepărtați; în cadrul aceluiași grad de rudenie, bărbații vor avea prioritate față de femei; iar în cadrul aceluiași sex, cei mai în vârstă vor avea prioritate față de cei mai tineri.
(Constituția spaniolă, Art. 157.1)
Noul Statut a fost considerat de unii editorialiști ca fiind nedemocratic  având pe durata formei de guvernământ republicane și în absența aprobării Parlamentului o însemnătate eminamente simbolică, prin comparație cu Legea vechiului Statut din 1884, pe care încearcă să o înlocuiască. Cu aceeași ocazie, Mihai a cerut Parlamentului ca, în cazul în care națiunea română și Parlamentul României vor considera potrivită restaurarea monarhiei, să renunțe la aplicarea legii salice de succesiune, pentru a permite și femeilor să domnească, în acord cu legile Uniunii Europene, în special Convenția Europeană a Drepturilor Omului, dar și cu noile valori ale societății românești. Convenția Europeană a Drepturilor Omului nu garantează dreptul unei persoane de a domni ca monarh al vreunei țări, dar garantează drepturi egale femeilor și bărbaților.
Conform principiului primogeniturii cognatice cu preferință masculină din noul Statut, ordinea de succesiune la tronul României este următoarea:
- Regele Mihai I (1921-2017)
  -  MS Margareta, Custodele Coroanei (n. 1949)
  - (1) ASR Principesa Elena a României (n. 1950) 
    -  (2) Elisabeta Karina de Roumanie Metcalfe (n. 1989) 

  - (3) ASR Principesa Sofia a României (n. 1957)
    -  (4) Elisabeta Maria Biarneix (n. 1999) 

  -  (5) ASR Principesa Maria a României (n. 1964)

Cea de-a treia fiică a Regelui Mihai, Principesa Irina, a fost exclusă din ordinea succesiunii la tron, împreună cu toți descendenții săi, în octombrie 2014, după ce a fost condamnată de statul american la trei ani de închisoare cu suspendare deoarece organizase, împreună cu soțul ei, lupte ilegale de cocoși la ferma lor din Oregon. Tot atunci, Regele Mihai i-a retras titlul de Principesă a României. Actualul Șef al Casei Regale, Majestatea Sa Margareta, Custodele Coroanei, i-a redat titlul de Alteță Regală și de Principesă dar nu a inclus-o in linia de succesiune.
La 1 august 2015, Regele Mihai i-a retras fiului principesei Elena, Nicolae, titlul de Principe al României și l-a exclus din ordinea succesiunii la tron, afirmând într-un comunicat că „Familia Regală și societatea românească [...] vor avea nevoie de o cârmuire sub semnul modestiei, bine cumpănită, cu principii morale, respect și mereu cu gândul la ceilalți.”
Deoarece noul Statut prevede în mod explicit că dinaști sunt doar descendenții Șefului Casei Regale, Regele Mihai, excluzând în mod expres, spre deosebire de Constituția din 1923, orice alți dinaști din alte case regale sau princiare străine drept potențiali succesori în cazul extincției actualei Case Regale, problema succesiunii în această situație rămâne nedecisă prin Statut.

## Succesiunea dupălegea salică(prevăzută deConstituția României din 1923)
Conform principiului legii salice din ultima constituție democratică în vigoare în perioada monarhiei din România, cea din 1923, au dreptul de succesiune la tron doar descendenții de sex masculin pe linie masculină. Astfel, ordinea de succesiune la tronul României după Regele Mihai I este următoarea:
- Prințul Leopold de Hohenzollern-Sigmaringen (1835–1905)
  - Prințul Wilhelm de Hohenzollern (1864–1927)
    - Prințul Frederic de Hohenzollern (1891–1965)
      - Prințul Friedrich Wilhelm de Hohenzollern (1924–2010)
        -   Prințul Karl Friedrich de Hohenzollern (n. 1952)
          - (1) Prințul Moștenitor Alexander de Hohenzollern (n. 1987)

        - (2) Prințul Albrecht de Hohenzollern (n. 1954)
        - (3) Prințul Ferdinand de Hohenzollern (n. 1960)
          - (4) Prințul Aloys de Hohenzollern (n. 1999)
          - (5) Prințul Fidelis de Hohenzollern (n. 2001)

      - Prințul Johann Georg de Hohenzollern (1932 - 2016)
        - (6) Prințul Carl Christian de Hohenzollern (n. 1962)
          - (7) Prințul Nicolas de Hohenzollern (n. 1999)

        - (8) Prințul Hubertus de Hohenzollern (n. 1966)

      -  Prințul Ferfried de Hohenzollern (1943-2022)
        - (9) Prințul Moritz de Hohenzollern (n. 1980)

    -  Prințul Franz Joseph de Hohenzollern-Emden (1891–1964)
      - Prințul Meinrad de Hohenzollern (1925- 2009)
      -  Prințul Emanuel de Hohenzollern (1929–1999)
        - (10) Prințul Carl Alexander de Hohenzollern (n. 1970)

  -  Regele Ferdinand I al României (1865–1927)
    -  Regele Carol al II-lea al României (1893–1953)
      -  Regele Mihai I al României (1921-2017)

  -  Prințul Karl Anton de Hohenzollern (1868–1919)
    -  Prințul Albrecht de Hohenzollern (1898–1977)
      -  Prințul Godehard de Hohenzollern (1939–2001)
        - Prințul Carlos Patrick de Hohenzollern (1978–2018)

Acestă linie descinde din Prințul Wilhelm de Hohenzollern-Sigmaringen, care, împreună cu tatăl său, Prințul Leopold , a renunțat la tronul României în favoarea fratelui său mai mic, viitorul Rege Ferdinand I.
După abdicarea Regelui Mihai, successiunea la tron a fost discutată într-o întâlnire dintre Mihai, unchiul său, Principele Nicolae al României, și Prințul Frederic Victor (1891-1965) , șeful casei princiare de Hohenzollern-Sigmaringen . Urdarianu, la trecerea sa prin Paris, a acordat un interviu scurt revistei Le Figaro, declarând în plus că Mihai nu își va recâștiga tronul niciodată. Această atitudine defetistă a lui Carol se adaugă numeroaselor abuzuri , de natură publică (tentativa de a acumula întreaga putere în stat de-a lungul întregii sale domnii și depășirea atribuțiilor lui constituționale ) sau privată (divorțul de Principesa Elena în favoarea metresei Magda Lupescu), și explică de ce Regele Mihai a refuzat să-și mai întâlnească vreodată tatăl după plecarea acestuia din România în 1940. De asemenea, Mihai nu a participat nici la funeraliile tatălui său, în Portugalia, nici la reînhumarea acestuia în România, la Curtea de Argeș. Atitudinea intransigentă a Regelui, lipsită de ambiguitățile care i-ar fi servit doar lui Carol, a avut totuși dezavantajul de a fi lăsat nerezolvate multe chestiuni, inclusiv pe aceea a succesiunilor constituționale și civile.
În cazul dispariției tuturor reprezentanților Casei Princiare de Hohenzollern-Sigmaringen fără urmași de sex masculin sau al refuzului acestora de a accepta tronul, conform articolului 78 din ultima Constituție democratică a României, cea din 1923, tronul devine vacant. În această situație, conform articolului 78, ultimul Rege în funcție are dreptul de a numi un prinț străin dintr-o dinastie suverană princiară sau regală vest-europeană drept succesor la tron, supus aprobării Parlamentului, conform articolului 79. Parlamentului îi revine răspunderea finală, conform articolului 79, să aleagă un Rege dintr-o dinastie domnitoare regală sau princiară vest-europeană, dacă acesta, conform articolului 77, s-ar angaja în prealabil să își crească urmașii „în religia ortodoxă a Răsăritului“.
Într-un interviu din 2009, Karl Friedrich, Prințul Moștenitor al Casei Princiare de Hohenzollern, a afirmat că nu este interesat de succesiunea la tronul României , o atitudine cunoscută mai demult  și motivată în special de faptul că liderul familiei de Hohenzollern-Sigmaringen nu dorește să își schimbe religia.
Liderii monarhiști români au intenționat, în 1997, să-i ceară Regelui Mihai desemnarea unui succesor agnatic din ramura germană a familiei, în conformitate cu ultima Constituție regală. Ajungând la un consens, liderii monarhiști i-au cerut în cele din urmă Regelui să desemneze un succesor cognatic, nominalizându-l pe Nicholas Medfort-Mills. Sub influența Reginei Ana, Regele a refuzat cererea și, la sfârșitul anului 1997, a desemnat-o pe prima sa născută, Principesa Margareta, succesoare în drepturi.
La 10 mai 2011, pe fondul unor procese în Germania referitoare la fostul nume de Hohezollern-Veringen al ginerelui său, Radu, dar si a temerii, conforma unora, privind eventuale pretenții ale Hohenzollernilor germani la șefia Casei Regale române, Mihai a rupt legăturile istorice și dinastice cu Casa princiară de Hohenzollern-Sigmaringen, a schimbat numele familiei sale în "al (a) României" și a renunțat la titlurile conferite lui și familiei sale de către Casa princiară